# Halfweg (Haarlemmermeer)
Pour les articles homonymes, voir Halfweg.

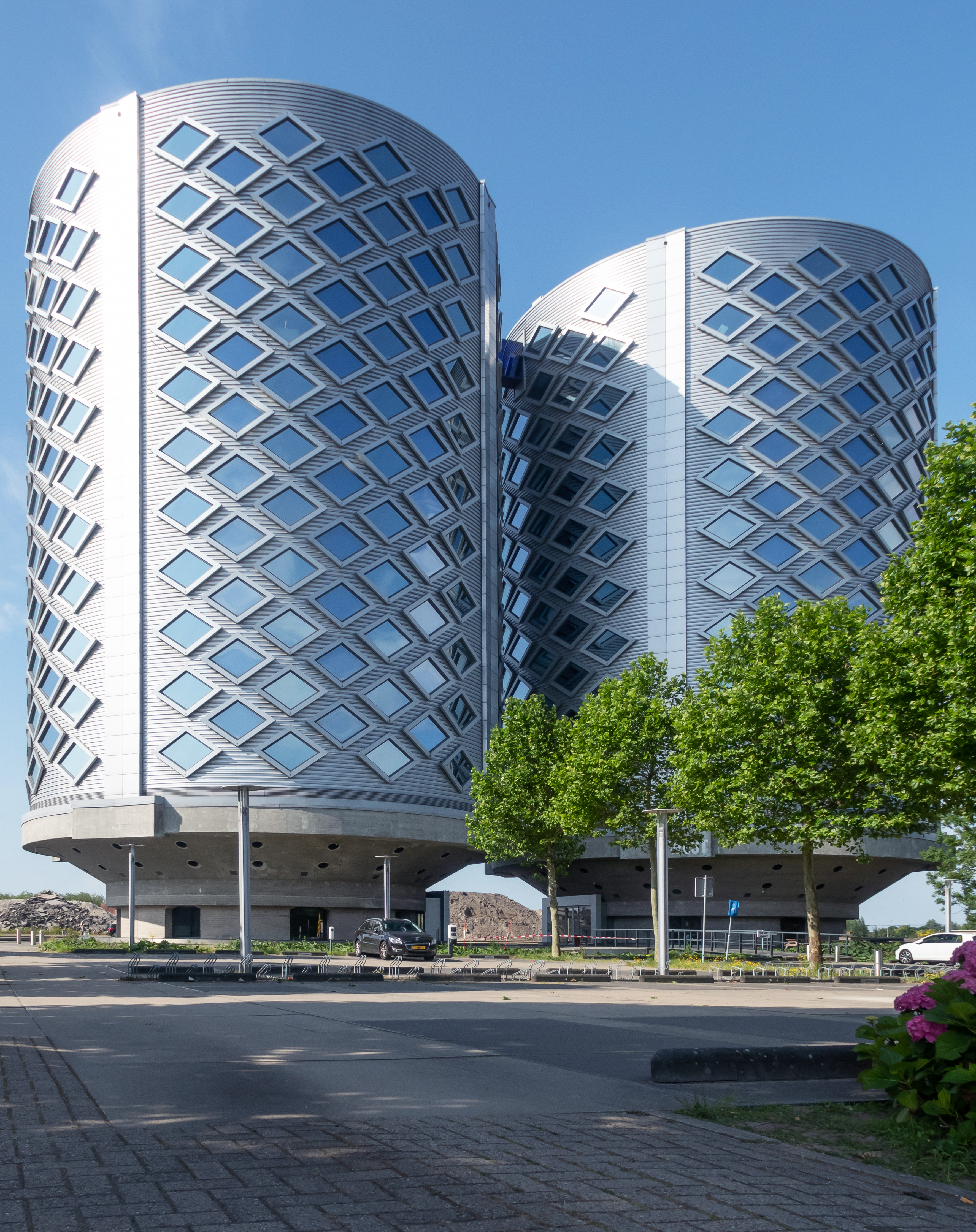
Halfweg, SugarCity lieu d'événement industriel

Halfweg est un village néerlandais situé en province de Hollande-Septentrionale. Il fait partie de la commune de Haarlemmermeer, située à 8 km à l'est de Haarlem.
La population du district statistique (village et campagne environnante) de Halfweg est de 2 330 habitants environ (2005).
Le nom du village signifie Mi-Chemin. En effet, le village était situé à mi-chemin entre Amsterdam et Haarlem, sur le Haarlemmertrekvaart. Comme à cet endroit, les passagers devaient changer de bateau de halage, plusieurs auberges s'y installèrent dès le milieu du XVIIe siècle : ce fut la naissance du village de Halfweg.